# Pave Leo 2.
Leo 2. (611 - 28. juni 683) var pave fra 17. august 682 til sin død i 683.
Han blev født på Sicilien, og hans far hed Paulus. Han er muligvis endt blandt de sicilianske gejstlige i Rom da det islamiske kalifat kæmpede mod Sicilien i midten af 600-tallet. Selvom han blev valgt til pave få dage efter Pave Agathos død (10 januar 681), blev konsekreret før et år og syv måneder (17. august 682). Årsagen har muligvis været forhandlinger om den kejserlige kontrol over pavevalget.
Leo var kendt som en veltalende prædikant, der var interesseret i musik og for sin velgørenhed blandt de fattige.
Leo 2. død d. 28. juni 683 og blev i førte omgang begravet i sit eget monument. Nogle år efter hans begravelse blev hans jordiske rester dog flyttet til grav, der også indehold de første fire paver med samme navn.